# Scarabaeus rotundigenus
Scarabaeus rotundigenus är en skalbaggsart som beskrevs av Felsche 1907. Scarabaeus rotundigenus ingår i släktet Scarabaeus och familjen bladhorningar. Inga underarter finns listade i Catalogue of Life.